# Олешківська волость
Олешківська волость — адміністративно-територіальна одиниця Дніпровського повіту Таврійської губернії.
Станом на 1886 рік — складалася з 16 поселень, 2 сільських громад. Населення — 6132 особи (3033 осіб чоловічої статі та 3099 — жіночої), 1127 дворових господарств.
|                     | Площа, десятин | У тому числі орної, дес. |
| ------------------- | -------------- | ------------------------ |
| Сільських громад    | 14125          | 4555                     |
| Приватної власності | 4              | 4                        |
| Казенної власності  | 2843           | —                        |
| Іншої власності     | 120            | 2                        |
| Загалом             | 17092          | 4561                     |

Волосне правління перебувало в повітовому місті Олешки.
Найбільші поселення волості:
- Олешки — село при річці Чайка за версту від повітового міста, 1975 осіб, 395 дворів, будинок для жіночої обітелі, школа, 2 лавки.
- Великий Кардашин — хутір, 750 осіб, 150 дворів.
- Кардашинка — село при річках Лимон та Чайка, 1209 осіб, 186 дворів, православна церква.
- Кардашин — хутір у степу, 617 осіб, 95 дворів.